# Burstall
Burstall es un pueblo canadiense situado en la provincia de Saskatchewan.

## Superficie
Burstall tiene una superficie de 1,09 km².

## Demografía
En 2021, tenía 302 habitantes, una densidad poblacional de 277,1 hab./km², y 173 viviendas.